# 楕円少年
楕円少年（だえんしょうねん）は、深井結己の漫画作品。

## 概要
竹書房から1998年12月に発売。
- 収録作品
  - 楕円少年（麗人97年9月号）
  - 優しい夢はそのままに（麗人98年1月号）
  - うれしい!（麗人97年7月号）
  - うれしくない!（書き下ろし）
  - 晴れたる青空（麗人98年5月号）
  - 天使が通り過ぎてゆく（麗人97年5月号）
- 同時収録
  - Intermission
  - 巻末・助っ人列伝